# Heinrich August Ludwig Rose
Heinrich August Ludwig Rose (* 18. Januar 1816 in Brunsen; † 21. September 1885 in Blankenburg (Harz)) war ein deutscher evangelisch-lutherischer Geistlicher und zuletzt Generalsuperintendent und Pastor an St. Bartholomaei in Blankenburg.

## Leben
Heinrich August Ludwig Rose war ein Sohn des Ackersmanns Heinich Christian Rose. Er studierte Theologie an den Universitäten Göttingen und Jena. Nach seinem Examen wurde er 1848 Pfarrkollaborator in Hasselfelde und 1852 Adjunkt an der Lutherkirche in Bad Harzburg. Ab 1867 wirkte er als Erster Pastor an der Hauptkirche Beatae Mariae Virginis in Wolfenbüttel. Zudem war er Propst des Damenstifts „Zur Ehre Gottes“ in Wolfenbüttel.
1873 wurde Rose zum Pastor an St. Bartholomaei im damals zum Herzogtum Braunschweig gehörenden Blankenburg und zum Generalsuperintendenten der Generalinspektion Blankenburg mit Aufsicht über die Kirchen- und Schulbezirke (Inspektionen) Blankenburg, Hasselfelde und Walkenried berufen.  Hier wirkte er bis an sein Lebensende.